# Голубев, Артём Валерьевич
Артём Вале́рьевич Го́лубев (род. 21 января 1999, Волгоград) — российский футболист, полузащитник ярославского «Шинника».

## Клубная карьера
Начал заниматься футболом в волгоградской «Олимпии», первый тренер Олег Викторович Проскуряков, затем перешёл в академию «Краснодара». В сезонах 2015/16 — 2017/18 сыграл 57 матчей, забил два гола в молодёжном первенстве. Провёл четыре матча в Юношеской лиге УЕФА 2017/18. В составе «Краснодара-2» играл на Кубке ФНЛ 2017 и 2018. 15 мая 2018 дебютировал в первенстве ПФЛ, сыграв за «Краснодар-2» в последнем туре против «Афипса» (1:0), в сезоне 2018/19 стал игроком основы команды в первенстве ФНЛ, провёл два матча за «Краснодар-3» в первенстве ПФЛ. 2 декабря 2018 дебютировал в премьер-лиге, выйдя на замену на 84-й минуте в домашнем матча против «Урала» (2:0). Через три дня отыграл второй тайм в первом матче 1/4 Кубка России против «Ростова» (2:2).
31 июля 2019 года подписал арендное соглашение с клубом «Уфа». 4 августа в матче против клуба «Сочи», дебютировал за «Уфу», заменив на 86-й минуте Оливье Тилля.
10 июля 2020 года «Уфа» выкупила Голубева у «Краснодара» и подписала его на 3 года, при этом «Краснодар» оставил за собой право приоритетного выкупа игрока.
В начале 2024 года перешёл в ярославский «Шинник».

## Карьера в сборной
Участник квалификационного (2 игры, 1 гол) и элитного (3 игры) раундов квалификации к чемпионату Европы 2016 (до 17 лет). Участник отборочного турнира чемпионата Европы 2018 (до 19 лет).

## Статистика выступлений

### Клубная статистика
| Выступление      | Выступление      | Выступление      | Лига | Лига | Кубки | Кубки | Еврокубки | Еврокубки | Итого | Итого |
| Клуб             | Лига             | Сезон            | Игры | Голы | Игры  | Голы  | Игры      | Голы      | Игры  | Голы  |
| ---------------- | ---------------- | ---------------- | ---- | ---- | ----- | ----- | --------- | --------- | ----- | ----- |
| → Краснодар-2    | ПФЛ              | 2017/18          | 1    | 0    | —     | —     | —         | —         | 1     | 0     |
| → Краснодар-2    | ФНЛ              | 2018/19          | 32   | 0    | —     | —     | —         | —         | 32    | 0     |
| → Краснодар-2    | ФНЛ              | 2019/20          | 4    | 0    | —     | —     | —         | —         | 4     | 0     |
| → Краснодар-2    | Итого            | Итого            | 37   | 0    | —     | —     | —         | —         | 37    | 0     |
| → Краснодар-3    | ПФЛ              | 2018/19          | 2    | 0    | —     | —     | —         | —         | 2     | 0     |
| → Краснодар-3    | Итого            | Итого            | 2    | 0    | —     | —     | —         | —         | 2     | 0     |
| Краснодар        | Премьер-лига     | 2018/19          | 2    | 0    | 1     | 0     | 2         | 0         | 5     | 0     |
| Краснодар        | Премьер-лига     | 2019/20          | 0    | 0    | 0     | 0     | 0         | 0         | 0     | 0     |
| Краснодар        | Итого            | Итого            | 2    | 0    | 1     | 0     | 2         | 0         | 5     | 0     |
| → Уфа            | Премьер-лига     | 2019/20          | 19   | 0    | 1     | 0     | —         | —         | 20    | 0     |
| → Уфа            | Итого            | Итого            | 19   | 0    | 1     | 0     | —         | —         | 20    | 0     |
| Уфа              | Премьер-лига     | 2020/21          | 26   | 1    | 4     | 0     | —         | —         | 30    | 1     |
| Уфа              | Премьер-лига     | 2021/22          | 22   | 0    | 1     | 0     | —         | —         | 23    | 0     |
| Уфа              | Первая лига      | 2022/23          | 28   | 1    | 4     | 0     | —         | —         | 32    | 1     |
| Уфа              | Вторая лига «А»  | 2023/24          | 18   | 0    | 4     | 0     | —         | —         | 22    | 0     |
| Уфа              | Итого            | Итого            | 94   | 2    | 13    | 0     | —         | —         | 107   | 2     |
| Всего за карьеру | Всего за карьеру | Всего за карьеру | 152  | 2    | 15    | 0     | 2         | 0         | 169   | 2     |

1. ↑  Лига Европы